# Fernando Schmidt (escritor)
Fernando Schmidt (Montevideo; 24 de septiembre de 1965) es un escritor y director uruguayo, dramaturgo y guionista de cine, carnaval, radio y televisión.

## Formación
En 1994 asistió al Taller de Técnicas Autorales, dictado por Jorge Maestro y Sergio Vainman en Argentina. Al año siguiente cursó el Taller de Humor dictado por Rudy y Santiago Varela en Argentina. En 1996 lo hizo en el Taller De la Creación al Guion dictado por Doc Comparato en Brasil. En 1997 asistió al Seminario Análisis del Guion dictado por Syd Field en Argentina.

## Docencia
Se desempeñó como docente en los años 1996 y 1997 en los Talleres de Guion Televisivo, con el apoyo de la Fundación Banco de Boston.
Dictó en 1997 el Primer Curso de Guion Creativo y Humorístico «La Imaginación al Papel», en la Universidad ORT Uruguay.
En 2008, 2011 y 2015 se desempeñó como docente en el Taller de Guion para Televisión en AGADU (Asociación General de Autores del Uruguay).

## Obra
- 1991: El Humor en los Tiempos del Cólera
- 1992: Humor al Mango
- 1994: Track (Siete personajes en busca de amor)
- 1994: Gasalla
- 1998: Gasalla - Perciavalle
- 1998: Llena tú eres de gracia
- 1999: Gracias por todo
- 2001: Boom, La Revue
- 2002: Paté de Fuá
- 2002: Gasalla y Perciavalle en el Conrad
- 2003: Perciavalle en las nubes
- 2005: Parábolas Tristes
- 2008: Maipo siempre Maipo
- 2010: ¿Quién fue el gracioso?

- 2011: Sonríe, te estamos grabando (Canal 12, Montevideo, Uruguay)[3][2]

Otras: Consentidas (Canal 10, Montevideo, Uruguay), Bienes Gananciales, Sinvergüenza, Terapia de pareja y Cerrá y Vamos.
Sexo, Dios y TV, unipersonal interpretado por la actriz Vanessa Miller (Vane Miller) en el Teatro Coca Cola City, Chile.

## Premios
- 1997: Premios Iris. El Diario El País lo distingue con el Caracol de Plata (Premio World Trade Center) a la excelencia artística.
- 1998: Premios Musa. La Asociación General de Autores del Uruguay -AGADU- lo distinguió con el premio Musa como Libretista de Cine.[6]
- 2001: Premios Musa. La Asociación General de Autores del Uruguay -AGADU- lo distinguió con el premio Musa a la producción teatral.
- 2003: Premios Musa. La Asociación General de Autores del Uruguay -AGADU- lo distinguió con el premio Musa como Libretista de Televisión.[7]
- 2010: Premio Municipal de Dramaturgia Ciudad de Montevideo